# Вязовая (Нижегородская область)
Вязовая — деревня, центр Вязовского сельсовета Уренского района Нижегородской области, на 2017 год в Вязовой числится 4 улицы.

## География
Вязовая расположена примерно в 30 километрах (по шоссе) севернее райцентра Урень, на водоразделе рек Ветлуга и Уста, высота центра селения над уровнем моря — 131 м. Транспортное сообщение осуществляется по региональной автодороге 22Н-4425 «подъезд к деревне Вязовая — деревня Девушкино от автодороги Урень — Шарья — Никольск — Котлас».

## Название
Название происходит от первооснователей деревни, которые, по преданию, «вязали» — плети саней из прута, лапти на продажу.

## Население
| 2002 | 2010 |
| ---- | ---- |
| 324  | ↘268 |